# A Miner's Romance
A Miner's Romance er en amerikansk stumfilm fra 1914.

## Medvirkende
- Murdock MacQuarrie som Bob Jenkins.
- Agnes Vernon som Lucy Williams.
- Lon Chaney som John Burns.
- Seymour Hastings som Dave Williams.